# Bureau de recherches géologiques et minières
Das Bureau de recherches géologiques et minières (Abkürzung BRGM, dt. Büro für Geologie- und Bergbauforschung) ist das staatliche französische Referenzinstitut im Bereich der Geowissenschaften für Rohstoffe und geologische Risiken.
Es wurde 1959 als Nachfolger des Bureau de recherches géologiques et géophysiques (BRGG) gegründet. Der größte Standort des Instituts (der Centre scientifique et technique) befindet sich in Orléans, der offizielle Sitz in Paris. 2008 beschäftigte das Institut 850 Mitarbeiter und hatte ein Budget von 82 Millionen Euro.
Seitdem der „Service de la Carte Géologique“ 1968 mit dem BRGM zusammengeführt wurde, ist das BRGM für die geologische Kartierung von Frankreich und die Veröffentlichung der geologischen Karten beauftragt.